# Olympische Sommerspiele 2000/Teilnehmer (Norwegen)
| Gelbes Symbol für Goldmedaillen mit stilisierten Olympischen Ringen | Graues Symbol für Silbermedaillen mit stilisierten Olympischen Ringen | Braundes Symbol für Bronzemedaillen mit stilisierten Olympischen Ringen |
| ------------------------------------------------------------------- | --------------------------------------------------------------------- | ----------------------------------------------------------------------- |
| 4                                                                   | 3                                                                     | 3                                                                       |

Norwegen nahm an den Olympischen Sommerspielen 2000 in Sydney, Australien, mit einer Delegation von 93 Sportlern, 44 Männer und 49 Frauen, teil.

## Medaillengewinner

### Gold
| Name | Sportart       | Wettkampf                                                        |
| --- | -------------- | ---------------------------------------------------------------- |
| Anita Rapp, Hege Riise, Brit Sandaune, Dagny Mellgren, Bente Nordby, Marianne Pettersen, Gøril Kringen, Bente Kvitland, Unni Lehn, Ingeborg Hovland, Silje Jørgensen, Monica Knudsen, Ragnhild Gulbrandsen, Solveig Gulbrandsen, Margunn Haugenes, Kristin Bekkevold, Christine Boe Jensen & Gro Espeseth | Fußball        | Frauenwettkampf                                                  |
| Knut Holmann | Kanu           | Herren, Einer-Kajak, 500 Meter & Herren, Einer-Kajak, 1000 Meter |
| Trine Hattestad | Leichtathletik | Damen, Speerwurf                                                 |

### Silber
| Name                        | Sportart       | Wettkampf                        |
| --------------------------- | -------------- | -------------------------------- |
| Kjersti Plätzer             | Leichtathletik | Damen, 20 km Gehen               |
| Fredrik Bekken & Olaf Tufte | Rudern         | Herren, Doppelzweier             |
| Trude Gundersen             | Taekwondo      | Damen, Weltergewicht (bis 67 kg) |

### Bronze
| Name(n) | Sportart | Wettkampf                                |
| --- | -------- | ---------------------------------------- |
| Monica Sandve, Else-Marthe Sørlie, Heidi Tjugum, Jeanette Nilsen, Marianne Rokne, Birgitte Sættem, Mia Hundvin, Tonje Larsen, Cecilie Leganger, Kjersti Grini, Trine Haltvik, Elisabeth Hilmo, Kristine Duvholt, Ann Cathrin Eriksen & Susann Goksør Bjerkrheim | Handball | Frauenwettkampf                          |
| Harald Stenvaag | Schießen | Herren, Kleinkaliber, Dreistellungskampf |
| Paul Davis, Herman Horn Johannessen & Espen Stokkeland | Segeln   | Soling                                   |

## Teilnehmer nach Sportarten

### Bogenschießen
- Martinius Grov
Herren, Einzel: 41. Platz
Herren, Mannschaft: 10. Platz

- Wenche-Lin Hess
Damen, Einzel: 57. Platz

- Lars Erik Humlekjær
Herren, Einzel: 40. Platz
Herren, Mannschaft: 10. Platz

- Bård Nesteng
Herren, Einzel: 30. Platz
Herren, Mannschaft: 10. Platz

### Fechten
- Ragnhild Andenæs
Damen, Degen, Einzel: 24. Platz
Damen, Degen, Mannschaft: 8. Platz

- Silvia Lesoil
Damen, Degen, Einzel: 33. Platz
Damen, Degen, Mannschaft: 8. Platz

- Margrete Mørch
Damen, Degen, Einzel: 26. Platz
Damen, Degen, Mannschaft: 8. Platz

### Fußball
- Frauenteam
Gold

- Kader
Kristin Bekkevold
Anne Bugge-Paulsen
Gro Espeseth
Ragnhild Gulbrandsen
Solveig Gulbrandsen
Margunn Haugenes
Ingeborg Hovland
Christine Bøe Jensen
Astrid Johannessen
Silje Jørgensen
Monica Knudsen
Gøril Kringen
Bente Kvitland
Unni Lehn
Dagny Mellgren
Bente Nordby
Marianne Pettersen
Anita Rapp
Hege Riise
Brit Sandaune
Kjersti Thun
Anne Tønnessen

### Handball
- Frauenteam
Bronze

- Kader
Kristine Duvholt
Ann-Cathrin Eriksen
Susann Goksør Bjerkrheim
Kjersti Grini
Trine Haltvik
Elisabeth Hilmo
Tonje Larsen
Mia Hundvin
Cecilie Leganger
Jeanette Nilsen
Marianne Rokne
Monica Sandve
Birgitte Sættem
Else-Marthe Sørlie Lybekk
Heidi Tjugum

### Kanu
- Knut Holmann
Herren, Einer-Kajak, 500 Meter: Gold 
Herren, Einer-Kajak, 1000 Meter: Gold

- Nils Olav Fjeldheim & Eirik Verås Larsen
Herren, Zweier-Kajak, 500 Meter: Halbfinale
Herren, Zweier-Kajak, 1000 Meter: 9. Platz

- Christian Frederiksen
Herren, Einer-Canadier, 500 Meter: Halbfinale
Herren, Einer-Canadier, 1000 Meter: 5. Platz

### Leichtathletik
- Marius Bakken
Herren, 5000 Meter: Vorläufe

- John Ertzgaard
Herren. 200 Meter: Vorläufe

- Pål Arne Fagernes
Herren, Speerwurf: 9. Platz

- Gunhild Halle-Haugen
Damen, 10.000 Meter: Vorläufe

- Ketill Hanstveit
Herren, Dreisprung: 13. Platz in der Qualifikation

- Trine Hattestad
Damen, Speerwurf: Gold

- Hanne Haugland
Damen, Hochsprung: 18. Platz in der Qualifikation

- Trond Høiby
Herren, Zehnkampf: trat nach dem Kugelstoßen (3. Disziplin) nicht mehr an

- Geir Moen
Herren, 200 Meter: Viertelfinale

- Vebjørn Rodal
Herren, 800 Meter: Halbfinale

- Jim Svenøy
Herren, 3000 Meter Hindernis: 9. Platz

- Kjersti Tysse-Plätzer
Damen, 20 km Gehen: Silber

### Radsport
- Kurt Asle Arvesen
Herren, Straßenrennen, Einzel: DNF

- Ingunn Bollerud
Damen, Straßenrennen, Einzel: 35. Platz

- Solrun Flatås
Frauen, Straßenrennen, Einzel: 38. Platz
Frauen, Einzelzeitfahren: 20. Platz

- Svein Gaute Hølestøl
Herren, Straßenrennen, Einzel: DNF

- Rune Høydahl
Herren, Mountainbike, Cross-Country: DNF (in der 1. Runde ausgeschieden)

- Thor Hushovd
Herren, Straßenrennen, Einzel: DNF
Herren, Einzelzeitfahren: 7. Platz

- Ragnhild Kostøl
Damen, Straßenrennen, Einzel: 22. Platz

- Tom Larsen
Herren, Mountainbike, Cross-Country: 35. Platz

- Monica Valvik-Valen
Damen, Straßenrennen, Einzel: 29. Platz

- Bjørnar Vestøl
Herren, Straßenrennen, Einzel: 77. Platz

### Ringen
- Fritz Aanes
Herren, Halbschwergewicht, griechisch-römisch: 4. Platz wegen Doping disqualifiziert

### Rudern
- Fredrik Bekken & Olaf Tufte
Herren, Doppelzweier: Silber

- Sture Bjørvig, Nito Simonsen, Steffen Størseth & Kjetil Undset
Herren, Vierer ohne Steuermann: 9. Platz

### Schießen
- Espen Berg-Knutsen
Herren, Luftgewehr: 34. Platz
Herren, Kleinkaliber, Dreistellungskampf: 12. Platz
Herren, Kleinkaliber, liegend: 19. Platz

- Lindy Hansen
Damen, Luftgewehr: 9. Platz
Damen, Kleinkaliber, Dreistellungskampf: 9. Platz

- Harald Jensen
Herren, Skeet: 23. Platz

- Leif Steinar Rolland
Herren, Luftgewehr: 7. Platz

- Harald Stenvaag
Herren, Kleinkaliber, Dreistellungskampf: Bronze 
Herren, Kleinkaliber, liegend: 30. Platz

### Segeln
- Vegard Arnhoff & Christoffer Sundby
49er: 13. Platz

- Paul Davis, Herman Horn Johannessen & Espen Stokkeland
Soling: Bronze

- Jeanette Lunde & Carolina Toll
Damen, 470er: 16. Platz

- Peer Moberg
Herren, Laser: 10. Platz

- Siren Sundby
Damen, Europe: 19. Platz

### Taekwondo
- Trude Gundersen
Damen, Weltergewicht: Silber

### Tennis
- Christian Ruud
Herren, Einzel: 1. Runde

### Turnen
- Flemming Solberg
Herren, Einzelmehrkampf: 46. Platz in der Qualifikation
Herren, Barren: 42. Platz in der Qualifikation
Herren, Boden: 69. Platz in der Qualifikation
Herren, Pferdsprung: 36. Platz in der Qualifikation
Herren, Reck: 51. Platz in der Qualifikation
Herren, Ringe: 70. Platz in der Qualifikation
Herren, Seitpferd: 67. Platz in der Qualifikation

### Volleyball (Beach)
- Vegard Høidalen & Jørre Kjemperud
Herrenwettkampf: 9. Platz

- Jan Kvalheim & Bjørn Maaseide
Herrenwettkampf: 19. Platz